# Humber Hawk
Der Humber Hawk ist ein PKW der oberen Mittelklasse, der von der britischen Rootes-Gruppe unter der Marke Humber hergestellt wurde. Er wurde ab 1945 produziert und der Name Hawk (im Deutschen „Falke“) bis 1967 für neue Modelle verwendet.

## Hawk Mark I/II
Der Hawk Mark I war eine klassische Limousine mit vier Türen, die aus dem Vorkriegsmodell 14 hp entwickelt wurde. Sie hatte einen -Vierzylinder-Reihenmotor mit 1944 cm³ Hubraum, stehenden Ventilen und einer Leistung von 56 bhp (41 kW). Über ein Vierganggetriebe mit Lenkradschaltung und eine einteilige Kardanwelle wurde die hintere Starrachse angetrieben, die an Längsblattfedern hing. Die Vorderräder waren einzeln an einem Querlenker oben und einer Querblattfeder unten aufgehängt. Der schwere Wagen erreichte eine Höchstgeschwindigkeit von 105 km/h.
Die viertürige Karosserie war auf einem separaten Rahmen montiert und hatte 6 Seitenfenster. Ein Rolldach gehörte zur Serienausstattung.
Im Herbst 1947 erschien der Hawk Mark II, der sich von Mark I im Wesentlichen nur durch eine Lenkradschaltung unterschied.

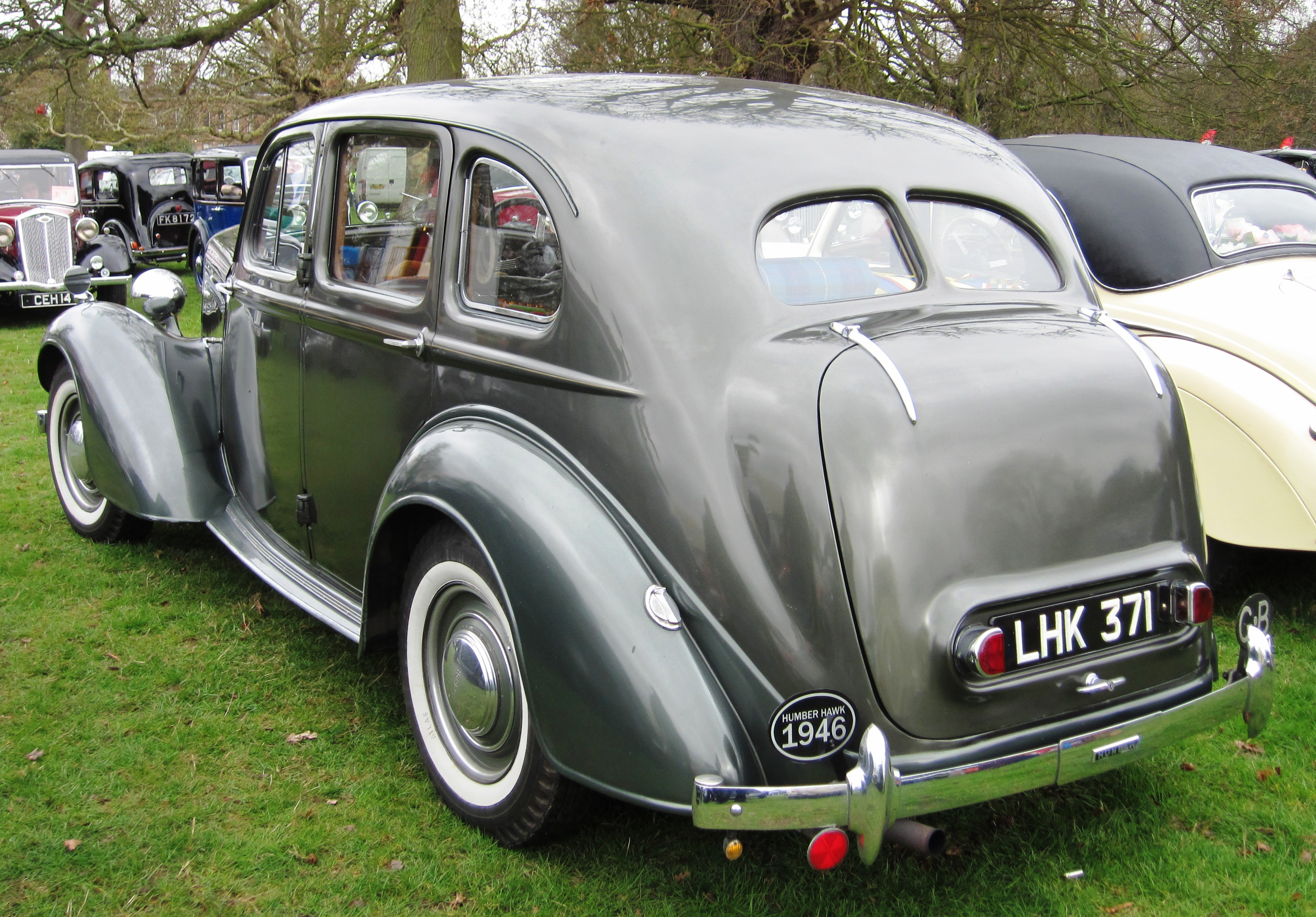
Heckansicht

## Hawk Mark III–V

### Hawk Mark III
Im Oktober 1948 wurde der Hawk Mark III vorgestellt. Der neu entwickelte Wagen in Pontonform, dessen Karosserie bei Raymond Loewy gestaltet worden war, hatte einen neuen separaten Rahmen mit Kreuzverstrebung und den Motor des Vorgängers. Die Vorderräder waren einzeln an Doppelquerlenkern mit Schraubenfedern aufgehängt. Auch die hintere Starrachse hatte man überarbeitet und einen Achsantrieb mit Hypoidverzahnung eingesetzt.
Die Karosserie der Limousine war auf Wunsch in Zweifarben- oder Metalliclackierung erhältlich. Bis 1950 entstanden 10.040 Exemplare des Hawk Mark III.

### Hawk Mark IV
Der neue Hawk Mark IV erschien 1950 und hatte einen Motor mit vergrößerter Zylinderbohrung und einem Hubraum von 2267 cm³. Die Leistung stieg nur unwesentlich um 2 bhp (1,5 kW). Der Motor hatte nun einen Aluminium-Zylinderkopf und die Räder wurden auf 15″ vergrößert und Lenkübersetzung erhöht. Der Wagen wog 1358 kg, 53 % davon lasteten auf der Vorderachse.
Die Karosserie der Limousine blieb unverändert. Bis 1952 wurden 6492 Exemplare gebaut.

### Hawk Mark V
Mechanisch unverändert wurde 1952 der Hawk Mark V. Lediglich die Front wurde leicht überarbeitet, die Kofferraumhaube war etwas flacher und Stoßfänger waren um die Fahrzeugecken herumgeführt. Zusätzlich zur Limousine wurde eine Pullman-Limousine angeboten.
Bis 1954 fertigte man 14.300 Exemplare des Mark V.

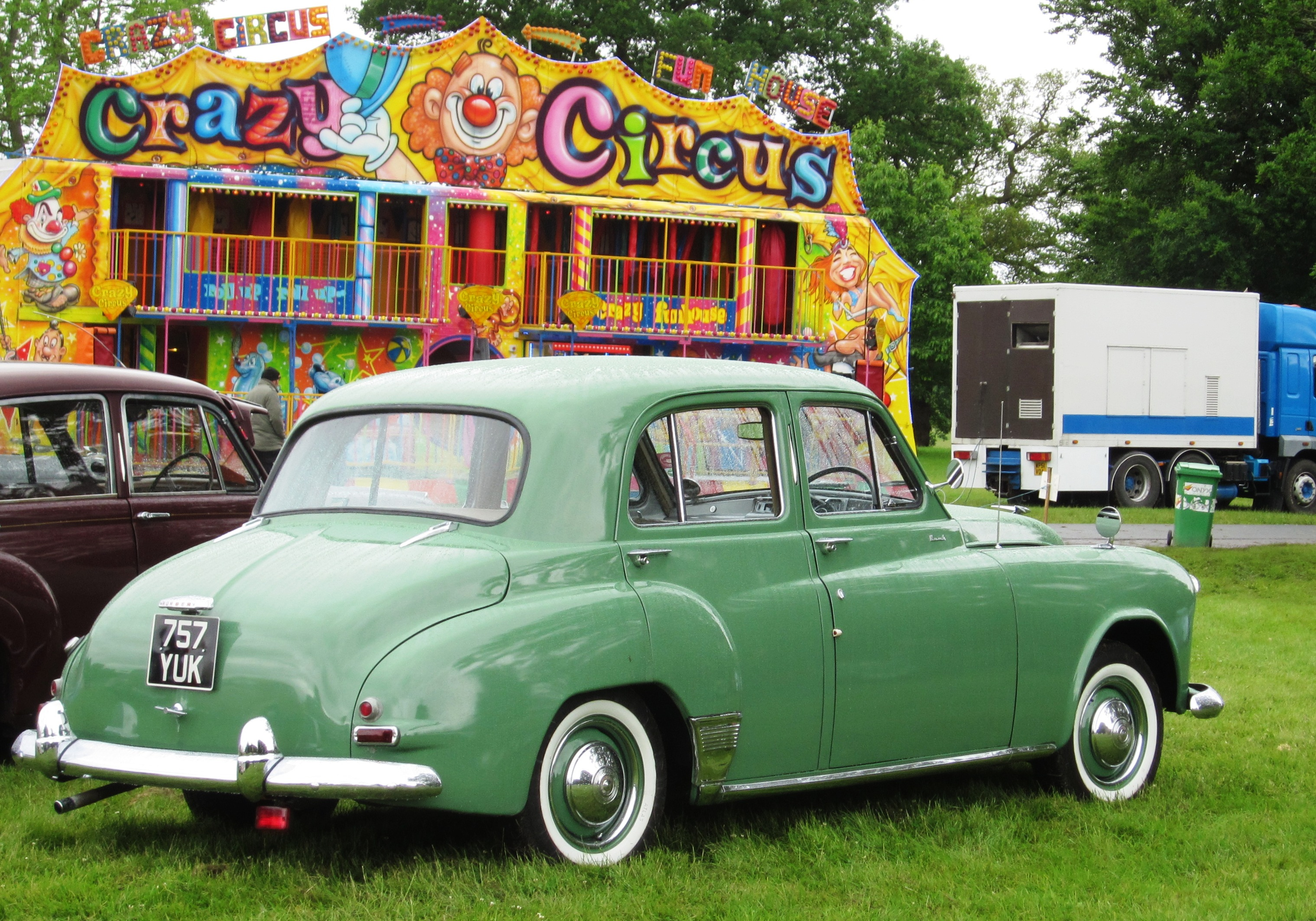
Heckansicht

## Hawk Mark VI/VIa
1954 erhielt der Hawk Mark VI einen neuen Motor. Hubraum und Zylindermaße wurden vom Vorgänger übernommen, jedoch gab es einen neuen Zylinderkopf mit hängenden Ventilen. Die Leistung stieg auf 70 bhp (51 kW). Das Heck der Limousine war leicht verändert, was außer dem geringfügig größeren Radstand die Karosserie verlängerte. Ab 1955 wurde auch ein fünftüriger Kombi angeboten. 18.836 Exemplare des Hawk Mark VI wurden gebaut.
Im April 1956 erschien der Hawk Mark VIa, der sich von Mark VI im Wesentlichen nur eine bessere Innenausstattung unterschied. Außerdem gab es jetzt eine Deluxe-Version. Bis 1957 entstanden 9614 Exemplare des Hawk Mark VIa.

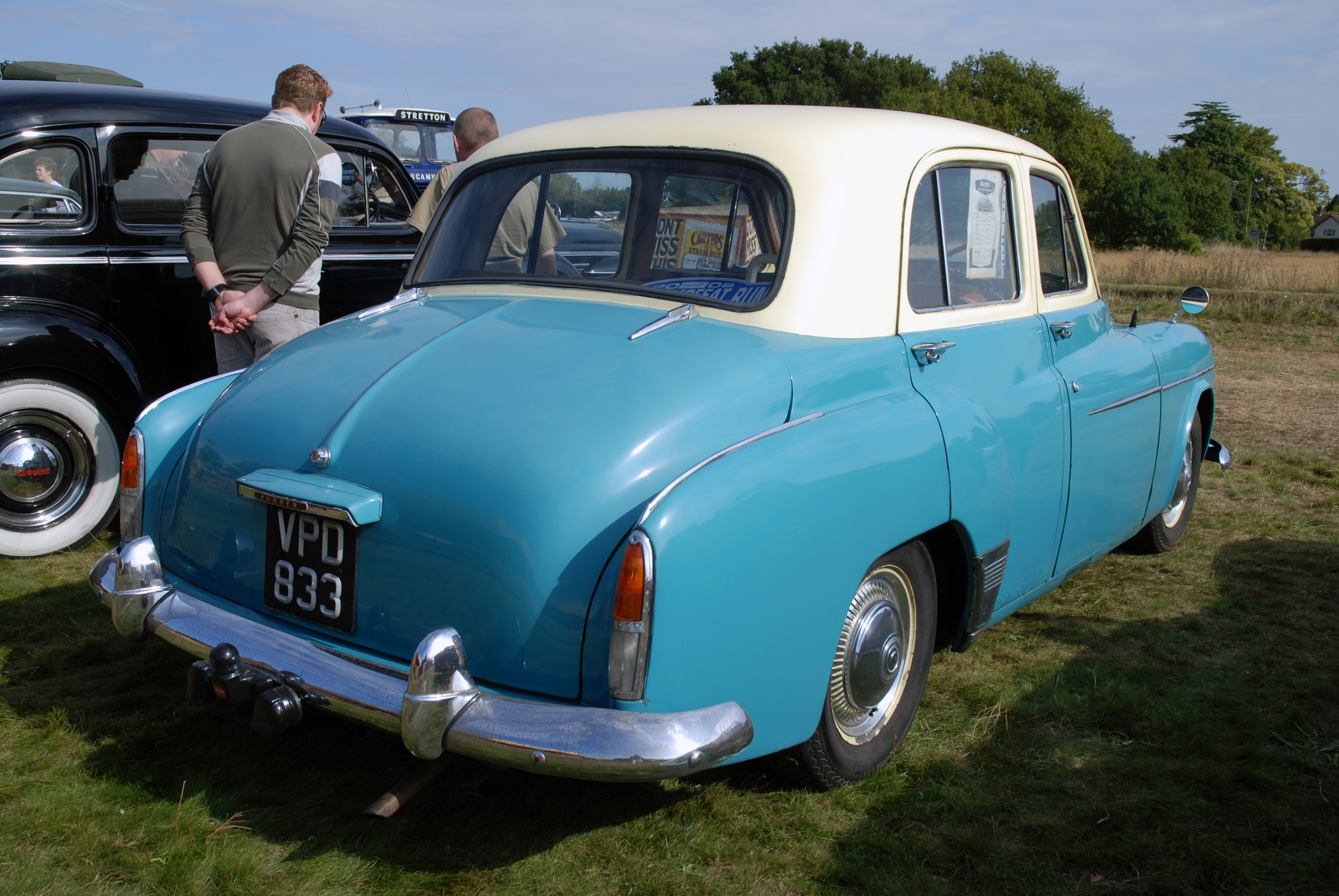
Hawk Mark VI (1954)

## Hawk Serie I–IVa

### Serie I
1957 erschien der Hawk Serie I mit geringfügig leistungsgesteigertem Motor (78 bhp, 57 kW) und neuer selbsttragender Karosserie mit Panoramawindschutzscheibe. Die Karosserie, die zu den größten zu dieser Zeit im Vereinigten Königreich für einen PKW gefertigten zählte, war in den Designstudios der Rootes-Group entworfen worden und ähnelte der der Chevrolet-Modelle von 1955. Sie wurde ab 1958 auch für den Humber Super Snipe verwendet. Das Fahrzeug war als Limousine, Pullman-Limousine und Kombi erhältlich. Letzterer hatte eine geteilte Heckklappe, deren unterer Teil nach unten öffnete und so als Gepäckbrücke dienen konnte. Auf Wunsch war ein Borg-Warner 35 Automatikgetriebe lieferbar. In zwei Jahren wurden 15.539 Hawk Serie 1 gebaut.

### Serie Ia
Der ab 1959 angebotene Hawk Serie Ia unterschied sich von Vorgänger nur geringfügig. Es gab ein anderes Übersetzungsverhältnis im Antrieb und kleinere Änderungen an den Chromleisten. Vom Hawk Serie Ia gab es 6813 Exemplare.

### Serie II
Im Oktober 1960 kam der Hawk Serie II heraus. Im Unterschied zu seinen Vorgängern hatte er Scheibenbremsen vorne und einen Bremskraftverstärker. Das Automatikgetriebe war im Vereinigten Königreich nicht mehr lieferbar. 7230 Hawk Serie II wurden in zwei Jahren gebaut.

### Serie III
Der Hawk Serie III vom September 1962 besaß einen größeren Benzintank und ein größeres Heckfenster. Auch bei den Exportmodellen fiel die Option des Automatikgetriebes weg. In zwei Jahren entstanden 6109 Stück.

### Serie IV
Im Oktober 1964 wurden mit dem Hawk Serie IV deutlichere Änderungen eingeführt. Das Dach wurde flacher und Rückfenster wieder kleiner. Hinter den Seitenfenstern der hinteren Türen hatte diese Ausführung zusätzliche, feststehende Dreiecksfenster. Erstmals war auch der 1. Gang synchronisiert. Die Hinterachse wurde mit einem Stabilisator ausgestattet. Nur 1746 Exemplare des Hawk Serie IV wurden gebaut.

### Serie IVa
Mit dem Hawk Serie IVa erschien 1965 die letzte Ausführung des Humber Hawk. Es gab auf Wunsch wieder ein Automatikgetriebe, das Modell 35 von BorgWarner. Von dieser Ausführung entstanden in zwei Jahren 3754 Stück.
Im März 1967 gab die Rootes-Group bekannt, dass die Fertigung Humber Hawk zusammen mit der seiner Schwestermodelle Super Snipe und New Imperial eingestellt worden war. Man gab an, dass der Chrysler Valiant aus australischer Produktion die Lücke füllen sollte. Dieses Modell konnte sich allerdings im Vereinigten Königreich nicht durchsetzen, sodass die Kunden ab 1968 stattdessen zu den Volvo 142/144/145 und ihren Nachfolgern griffen.

### Galeriebilder

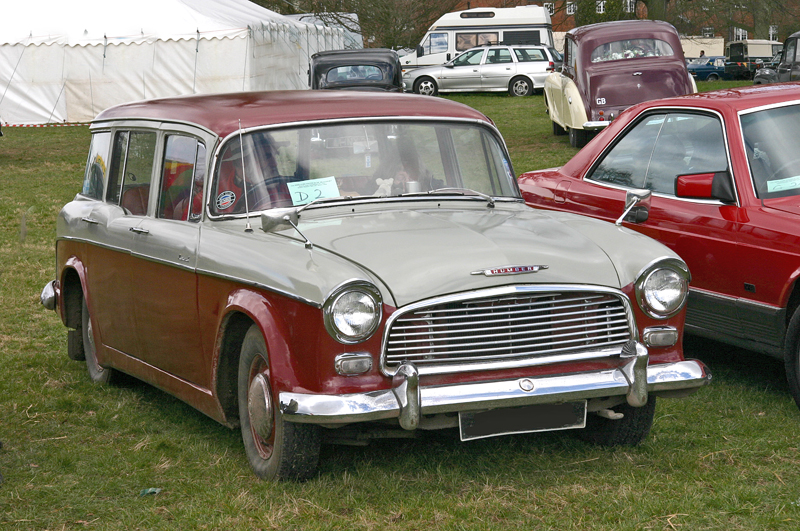
Humber Hawk Serie I Kombi
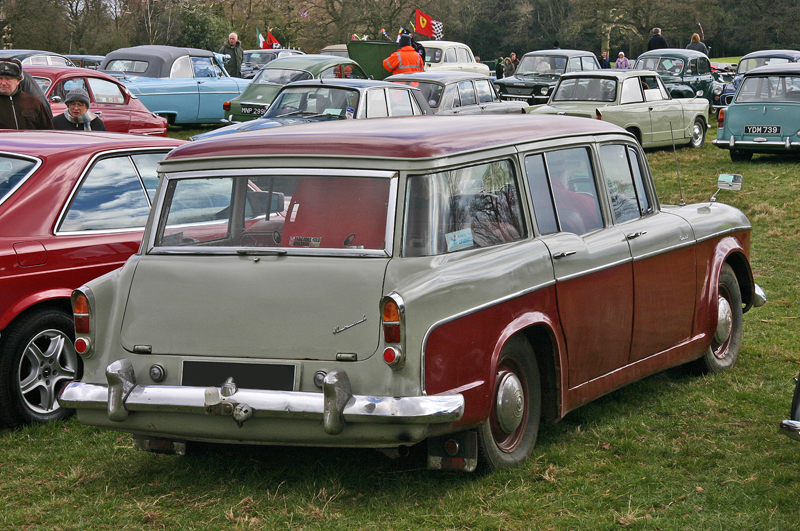
Heckansicht Serie I Kombi
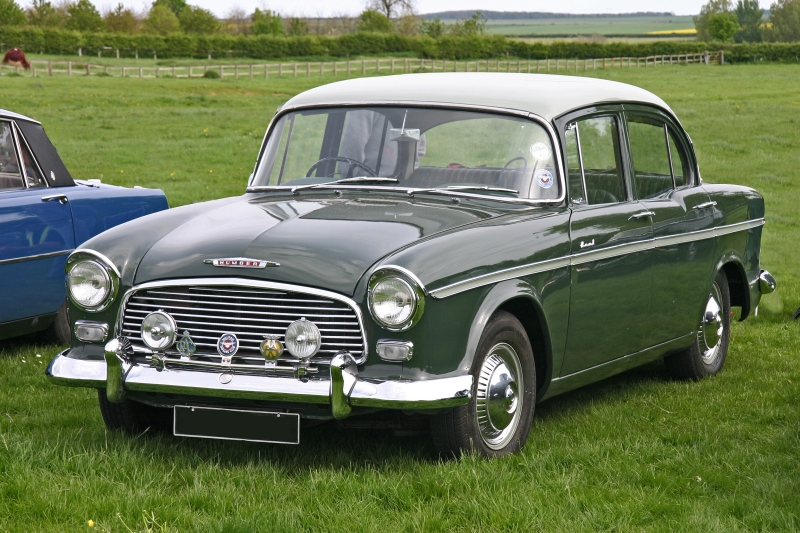
Humber Hawk Serie II
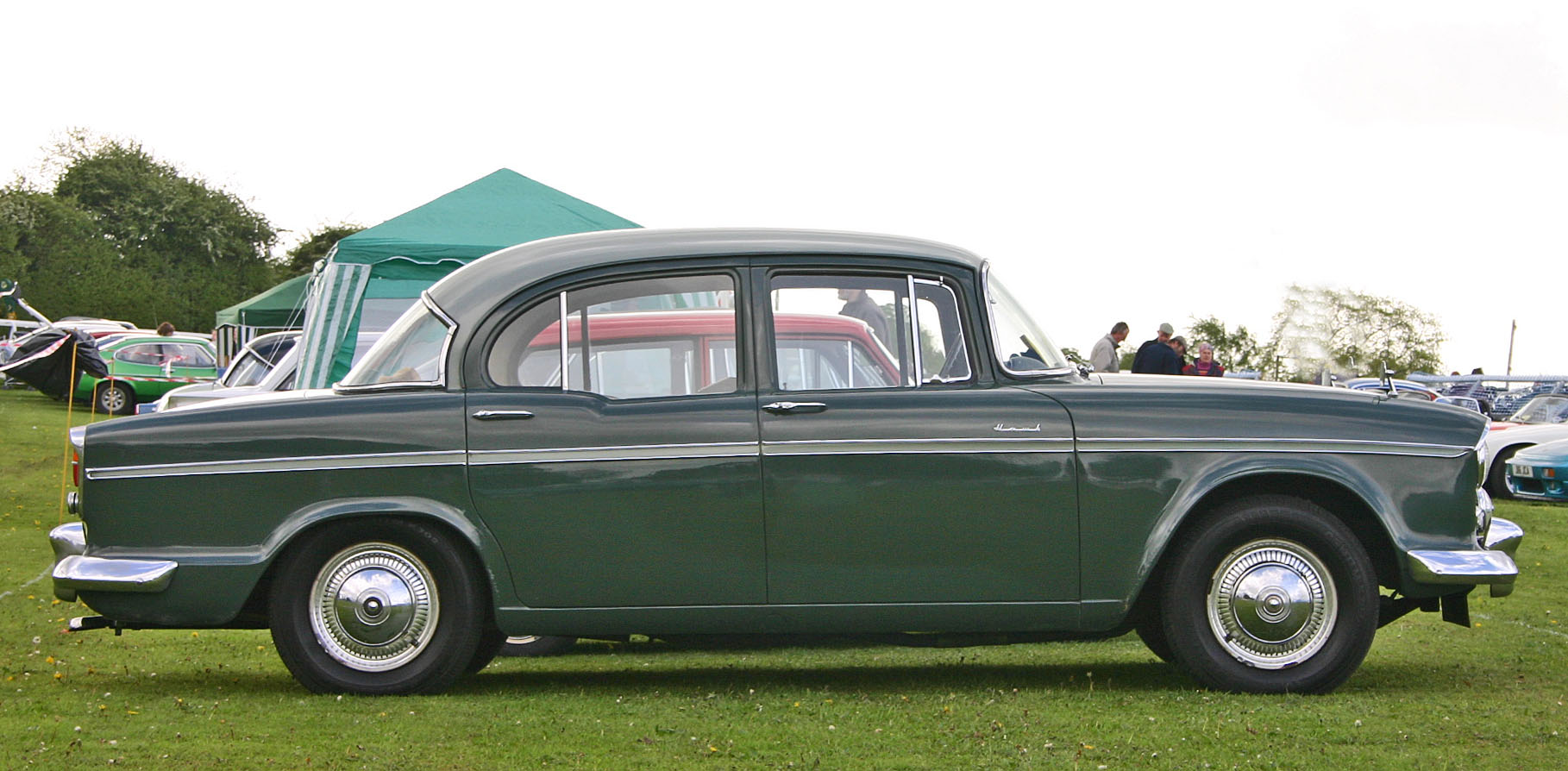
Hawk Serie II Seitenansicht
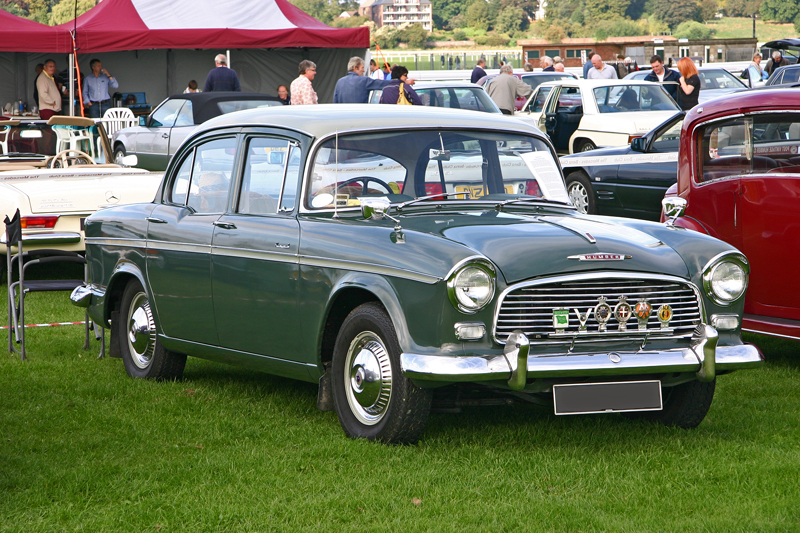
Humber Hawk Serie III
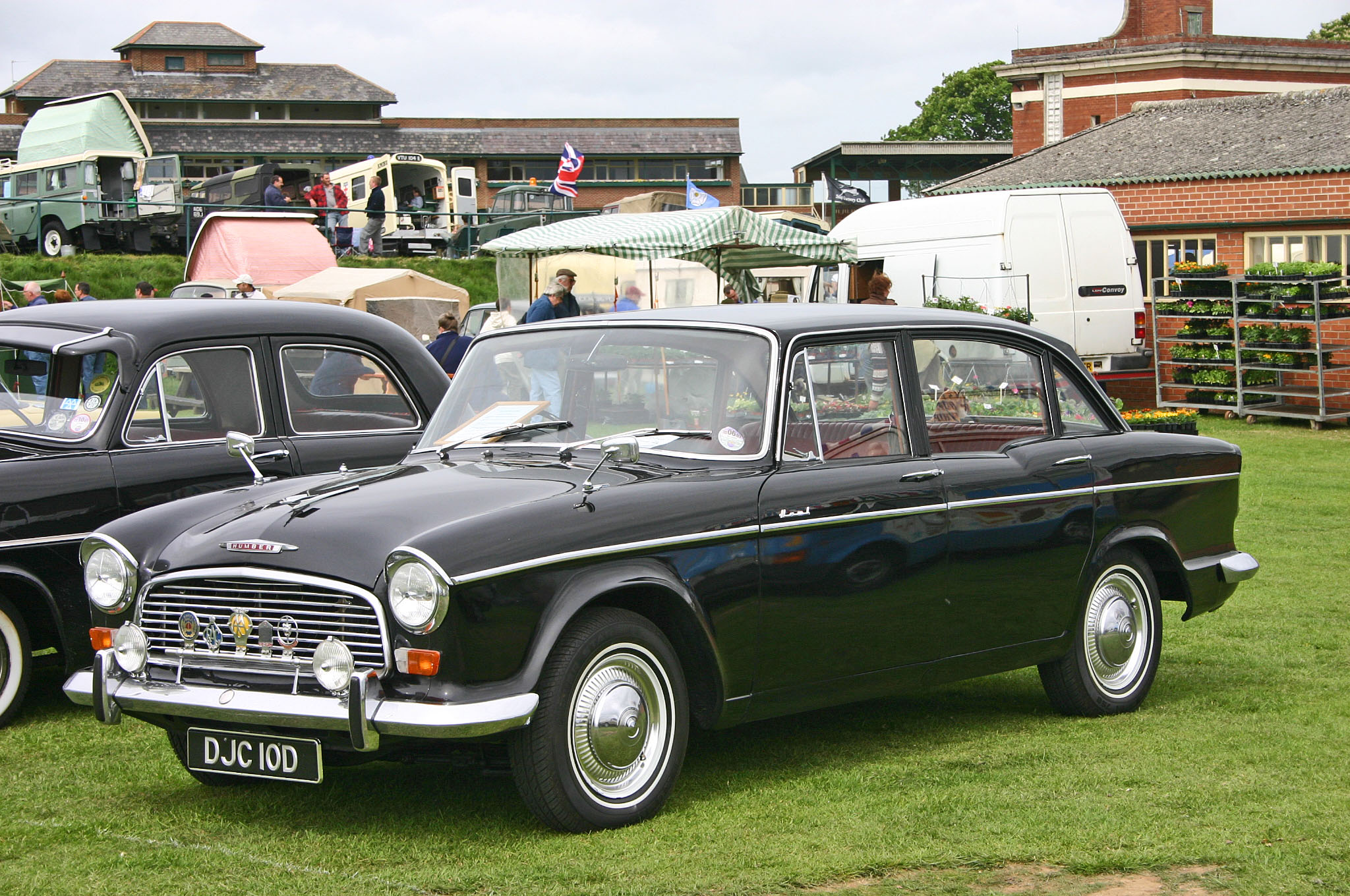
Humber Hawk Serie IV
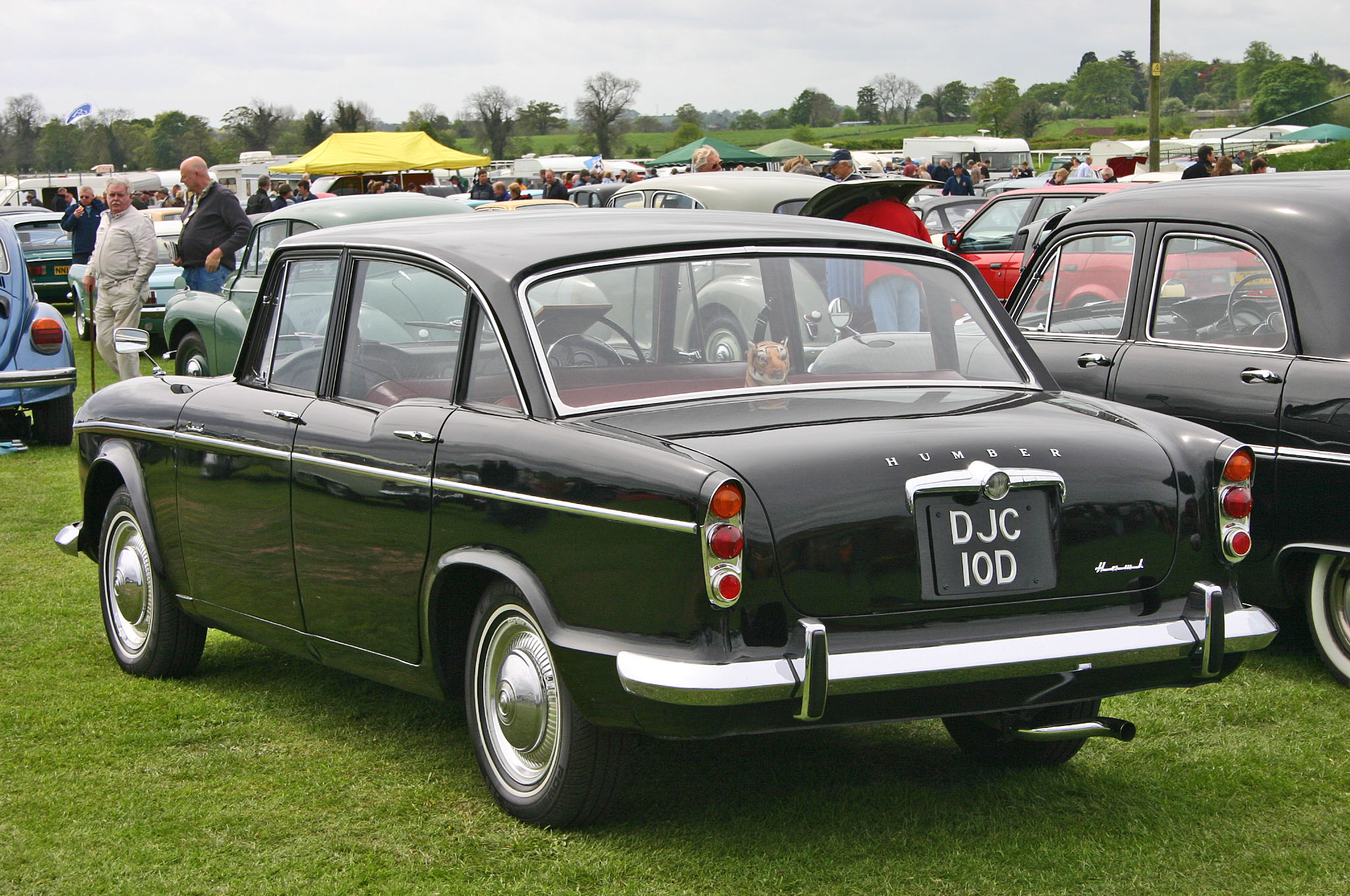
Hawk Serie IV Heckansicht